# Bagaroua
Bagaroua – wieś w Nigrze, w regionie Tahoua, w departamencie Illéla.